# Рім-Сін

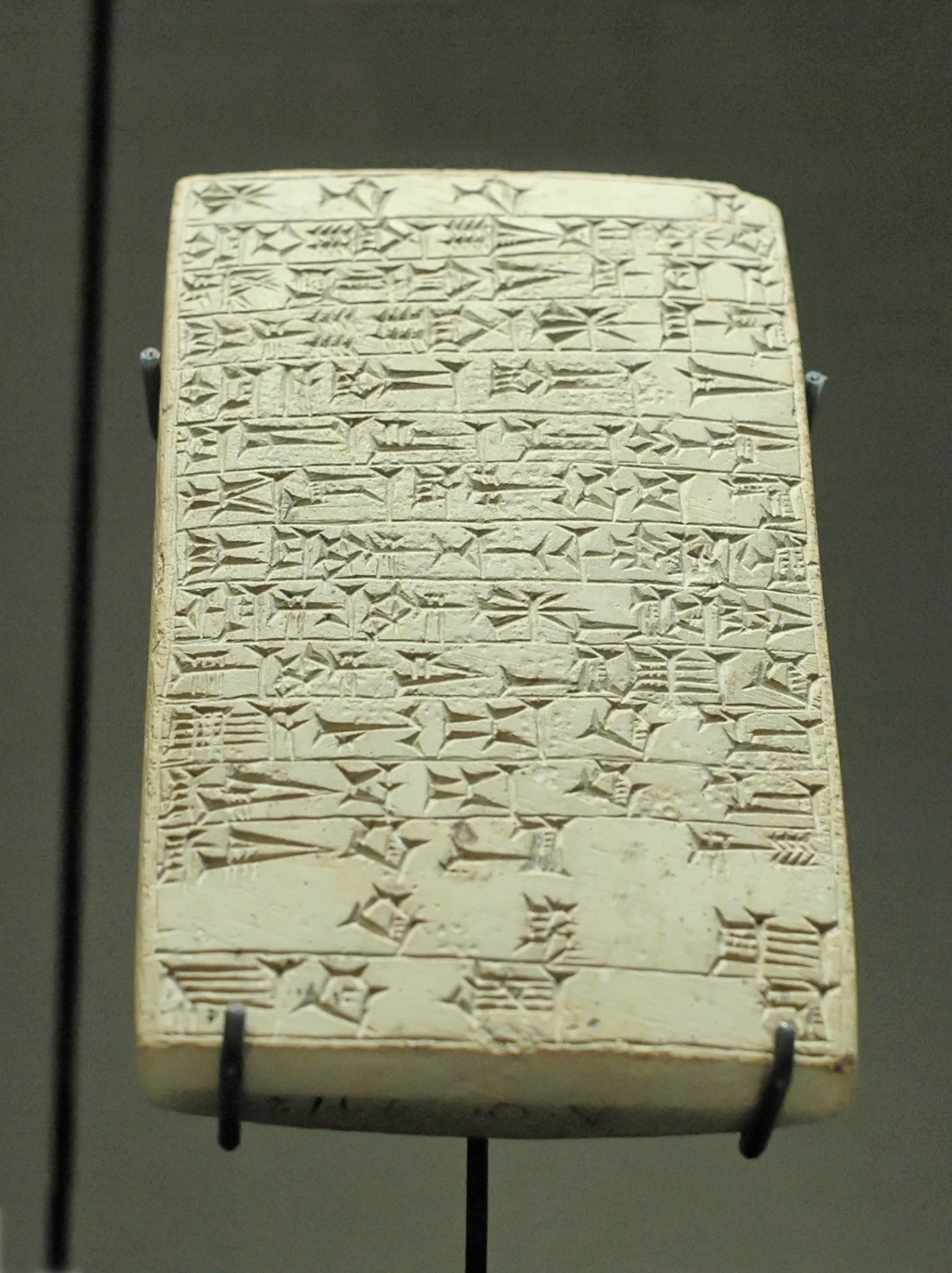

Рім-Сін (букв. «Телець (бога) Сіна») — цар Ларси, цар Шумеру і Аккаду, правив приблизно в 1823 — 1763 до н. е.. Молодший син Кудурмабуга.

## Перші роки правління

Давнє Межиріччя

Рім-Сін вступив на престол в малолітньому віці, тож спершу за нього правив його батько. Перші роки його правління присвячені лише господарчій діяльності, але згодом Рім-Сін почав вести активну військову політику, примножуючи володіння Ларси. У 1809 до н. е. він знову зайняв Пі-Наратив, а в 1808 до н. е. розбив велику коаліцію, спрямовану проти нього, яка складалась з військ Урука, Ісіна, Вавилона, Рапікума та деяких сутійських племен, причому взяв у полон в бою урукського царя Іраданене. Потім у 1803-1802 до н. е. завоював Кісуру та Урук (Уруком до кінця його незалежності правив архіваріус Анама), таким чином, звільнивши для Ларс все узбережжя Євфрату від Ніппура до гирла. Він також взяв місто Дер на кордоні Еламу. Припускають, що у цій війні Рим-Син був союзником Рим-Анума, царя Малгіума.
Ном Лагаш весь цей час залишався при владі у Рім-Сіні, він, між іншим, наказав побудувати храм в місті Е-Нінмар. З 1801 до н. е. прийняв прижиттєве обожнювання (божеські почесті і раніше виявлялися і щодо його брата і його самого в Ніппурі, за ісінською традицією, але цей звичай спершу не поширювався на інші міста Ларси.

## Підпорядкування Ісіна
У 1800 до н. е. сталася сутичка Ларси з Вавилоном. Вавилонський цар Син-мубалліт, мабуть, програв цей бій і, можливо, вступив в союз з Рім-Сіном проти Ісіна. У 1797 до н. е. Сін-мубаллітові вдалося, щоправда, на короткий час, завоювати Ісин, але незабаром Ісінський цар Дамік-Ілішен повернув собі свою столицю. Тоді як Рім-Сін поступово почав захоплювати одну за іншим ісинські укріплення й нарешті в 1794 до н. е.-1793 до н. е. Ісин остаточно взято. Цар Рім-Сін, який особливо любив надзвичайно пишні формули датування, та нараз відмовився від них і почав вважати взяття Ісина початком нової ери (тобто подією з якого ведеться відлік років), про подальші події його правління збереглося мало відомостей. Цар Рім-Сін заявляв, що він не обертав жителів Ісина в рабство; вони лише влилися до складу єдиної держави Шумера й Аккада. Разом з Ісином до Ларси відійшов, очевидно, і сусідній ном Казаллу.
Тим самим (оскільки Малгіум та Ешнунну можна було вважати зовнішніми по відношенню до Межиріччя царствами) в межах Нижньої Месопотамії, крім Ларс залишалося в її північній частині тільки царство Вавилон, за площею раз на п'ять менше, ніж Ларса. Тому царі Вавилон а Апіль-Сін та Син-мубалліт старанно зміцнювали свої кордони.

## Війна з Хаммурапі
У 1787 до н. е. новий вавилонський цар Хаммурапі вирішив завдати удару по Ларсі. Були взяті Ісин та Урук, вавилонське військо стояло за один перехід від столиці Рім-Сіна. Однак на наступний рік військові дії йшли вже набагато ближче до Вавилону, ніж до Ларси, на берегах «бурякового каналу» (Ід-шумундар), який прокопали ще за наказом Апіль-Сіна, діда Хаммурапі, а отже не на території царства Ларси. Після цього між Вавилоном і Ларсою на довгий час встановлюється перемир'я.

## Падіння Ларси
Тільки в 1764 до н. е., навчений досвідом і отримав до того часу ряд перемог над сусідніми державами і племенами, Хаммурапі знову скерував свою армію проти Рім-Сіна і зайняв місто Ніппур. Наступного літа вавилонські війська підійшли до самих стін Ларси. З кінця еллула (серпня — вересня) 1763 до н. е. є документ про витрати царського господарства міста Ларси. З нього видно, що в тому році за перше півріччя (або трохи менше) у зв'язку з війною витрати палацу на потреби царського персоналу зросли в Ларсі в 1,5 рази, а на власне палацові потреби скоротилися в 6,5 разів. Зате на потреби під час облоги (мабуть, за місяць) із запасів палацу було взято більше, ніж за весь минулий рік, а саме 26 тисяч літрів ячменю і хоча й це дуже небагато, менше ніж місячний пайок на 300 воїнів. Звідси видно, що під час облоги в палаці був дуже невеликий загін. Очевидно, Рім-Сін недооцінив небезпеку облоги і не приготував достатню кількість провіанту. Скільки часу протрималися обложені, точно невідомо, але, в усякому разі, документи стали датуватися від правління Хаммурапі в Куталлу не пізніше ніж з нісана (березень — квітень), а в Ларсі не пізніше ніж з сіма (травень — червень) 1762 до н. е.. Треба зауважити, що з улула (серпень — вересень) 1763 до н. е. по нісан (березень — квітень) 1762 до н. е. з цих міст взагалі не дійшло жодного документа. Яким чином закінчив своє життя Рім-Сін — невідомо.